# Virginia Gardens
Virginia Gardens è un comune degli Stati Uniti d'America situato nella parte centrale della Contea di Miami-Dade dello Stato della Florida.
Secondo le stime del 2011, la città ha una popolazione di 2.348 abitanti su una superficie di 0,80 km².